# Sutley Peak
Der Sutley Peak ist ein felsiger und 1400 m hoher Berg im westantarktischen Ellsworthland. In den Jones Mountains ragt er unmittelbar nördlich des Wright Peak und 5 km ostnordöstlich des Miller Crag auf.
Kartiert wurde er bei einer von der University of Minnesota von 1960 bis 1961 unternommenen Expedition zu den Jones Mountains. Das Advisory Committee on Antarctic Names benannte ihn 1963 nach Lieutenant Commander Robert M. Sutley von der United States Navy, befehlshabender Offizier des Naval Mobile Construction Battalion One bei der Operation Deep Freeze des Jahres 1962.